# Neu-Ulmer Wasserturm
Der Neu-Ulmer Wasserturm in der bayerischen Stadt Neu-Ulm ist ein Wasserturm, der von 1900 bis 1964 die Haushalte in Neu-Ulm mit Trinkwasser versorgte.

## Beschreibung und Geschichte
Der aus Mauerwerk und einem Hochbehälter aus Stahl bestehende Wasserturm steht auf Teilen des im Jahr 1853 fertiggestellten Kriegspulver-Magazins inmitten des später darum herum angelegten Kollmannsparks. Dieses Magazin war Bestandteil der städtischen Wallanlagen der Bundesfestung Ulm. Im Zusammenhang mit dem Bau des Turms wurde ein unterirdisches Wasserleitungsnetz verlegt und eine Pumpenanlage in Betrieb genommen, die das hier entdeckte Grundwasser förderte.
Der über den Turmschaft auskragende Wasserbehälter mit einem Fassungsvermögen von 350 m³ wurde nach dem Intze-Prinzip konstruiert und von der Berlin-Anhaltischen Maschinenbau-AG ausgeführt. Er wurde mit einer achteckigen Hülle verkleidet, die ebenso wie der Turmschaft mit Putz und Stuck im neobarocken Baustil gestaltet ist. Zum Turmkopf führte eine außen verlaufende Treppe hinauf. Die Inbetriebnahme des Wasserturms erfolgte am 24. Oktober 1900.
Zum Ende des Zweiten Weltkriegs erlitt die Turmhaube mit ihrer Laterne starke Beschädigungen, die nach Kriegsende beseitigt wurden. 1953 wurde die Treppe abgebaut und die früher graue Fassade des Turms zweifarbig gestaltet. Der technische Fortschritt führte dazu, dass durch Verwendung stärkerer Pumpen Wassertürme zur Gewährleistung eines ausreichenden Drucks im Leitungsnetz entbehrlich waren, so dass auch der Neu-Ulmer Wasserturm im Jahr 1964 außer Dienst gestellt wurde. In den folgenden Jahrzehnten verfiel das Bauwerk stetig, erst zwischen 2001 und 2003 ließ die Stadtverwaltung den Turm instand setzen, da er zu einem Wahrzeichen Neu-Ulms geworden war. Der Raum des Magazins enthält Ausstellungsmaterial zur Bundesfestung, der Turm selbst ist nicht öffentlich zugänglich.